# Stagione di college football 1878
La Stagione di college football 1878 fu la decima stagione di college football negli Stati Uniti.
Le università ufficialmente partecipanti furono nove, che disputarono quattro gare con squadre che usualmente non vengono conteggiate nelle statistiche, come ad esempio il Trinity College. In base all'uso che fa partire la stagione durante l'autunno, nella stagione 1878 viene annoverata anche la gara tra Michigan e Racine disputata il 30 maggio 1879.
Secondo l'Official NCAA Division I Football Records Book, College of New Jersey (l'attuale Princeton), imbattuta con un record di 6-0, risultò essere campione nazionale di quella stagione.

## Classifica finale
| Scuola                | Conference V-S-P | Totale V-S-P |
| --------------------- | ---------------- | ------------ |
| College of New Jersey | -                | 6 - 0        |
| Yale                  | -                | 5 - 1        |
| Pennsylvania          | -                | 1 - 2 - 1    |
| Columbia              | -                | 0 - 0 - 1    |
| Harvard               | -                | 1 - 2        |
| Stevens Tech          | -                | 1 - 1 - 1    |
| Amherst               | -                | 1 - 3        |
| Rutgers               | -                | 1 - 2 - 1    |
| Brown                 | -                | 0 - 1        |